# Football Club Nordsjælland 2024-2025
Questa voce raccoglie le informazioni riguardanti il Football Club Nordsjælland nelle competizioni ufficiali della stagione 2024-2025.

## Divise e sponsor
| Casa | Trasferta | Terza divisa |

## Rosa
Aggiornata al 13 agosto 2024.
| N. |                      | Ruolo | Calciatore         |
| -- | -------------------- | ----- | ------------------ |
| 2  | Danimarca (bandiera) | D     | Peter Ankersen     |
| 4  | Danimarca (bandiera) | D     | Kian Hansen ()     |
| 5  | Svezia (bandiera)    | D     | Daniel Svensson    |
| 6  | Danimarca (bandiera) | C     | Jeppe Tverskov     |
| 7  | Danimarca (bandiera) | A     | Marcus Ingvartsen  |
| 9  | Svezia (bandiera)    | A     | Benjamin Nygren    |
| 11 | Danimarca (bandiera) | A     | Mads Hansen        |
| 12 | Francia (bandiera)   | C     | Rocco Ascone       |
| 13 | Danimarca (bandiera) | P     | Andreas Hansen     |
| 14 | Norvegia (bandiera)  | A     | Sindre Walle Egeli |
| 15 | Danimarca (bandiera) | D     | Erik Marxen        |
| 17 | Ghana (bandiera)     | A     | Levy Nene          |
| 18 | Danimarca (bandiera) | C     | Justin Janssen     |
| 19 | Danimarca (bandiera) | D     | Lucas Hey          |

| N. |                           | Ruolo | Calciatore        |
| -- | ------------------------- | ----- | ----------------- |
| 20 | Ghana (bandiera)          | C     | Araphat Mohammed  |
| 21 | Danimarca (bandiera)      | C     | Zidan Sertdemir   |
| 22 | Finlandia (bandiera)      | A     | Oliver Antman     |
| 23 | Danimarca (bandiera)      | D     | Oliver Villadsen  |
| 24 | Danimarca (bandiera)      | D     | Lucas Høgsberg    |
| 29 | Costa d'Avorio (bandiera) | C     | Mario Dorgeles    |
| 30 | Ghana (bandiera)          | D     | Issaka Seidu      |
| 31 | Danimarca (bandiera)      | P     | Andreas Gülstorff |
| 32 | Stati Uniti (bandiera)    | A     | Milan Iloski      |
| 35 | Svezia (bandiera)         | D     | Ben Engdahl       |
| 38 | Danimarca (bandiera)      | P     | William Lykke     |
| 39 | Burkina Faso (bandiera)   | D     | Adamo Nagalo      |
| 40 | Danimarca (bandiera)      | A     | Conrad Harder     |

## Calciomercato

### Sessione estiva(dall'1/7 all'1/9)
| Acquisti         | Acquisti          | Acquisti                | Acquisti      |
| R.               | Nome              | da                      | Modalità      |
| ---------------- | ----------------- | ----------------------- | ------------- |
| D                | Peter Ankersen    | Football Club København | definitivo    |
| D                | Issaka Seidu      | Right to Dream          | definitivo    |
| A                | Levy Nene         | Right to Dream          | definitivo    |
| Altre operazioni |                   |                         |               |
| R.               | Nome              | da                      | Modalità      |
| D                | Ben Engdahl       | Helsingør               | fine prestito |
| C                | Mohammed Diomande | Rangers                 | fine prestito |
| C                | Lasso Coulibaly   | Randers                 | fine prestito |
| A                | Yannick Agnero    | Helsingør               | fine prestito |

| Cessioni         | Cessioni                 | Cessioni        | Cessioni                    |
| R.               | Nome                     | a               | Modalità                    |
| ---------------- | ------------------------ | --------------- | --------------------------- |
| P                | Carljohan Eriksson       | Sarpsborg       | definitivo (200 mila €)     |
| D                | Martin Frese             | Verona          | definitivo                  |
| D                | Oliver Villadsen         | Norimberga      | definitivo (500 mila €)     |
| C                | Lasso Coulibaly          | Auxerre         | definitivo (2 milioni €)    |
| C                | Mohammed Diomande        | Rangers         | definitivo (5 milioni €)    |
| A                | Oliver Antman            | Go Ahead Eagles | definitivo (1,2 milioni €)  |
| A                | Ibrahim Osman            | Brighton        | definitivo (19,5 milioni €) |
| Altre operazioni |                          |                 |                             |
| R.               | Nome                     | da              | Modalità                    |
| C                | Andreas Schjelderup      | Benfica         | fine prestito               |
| C                | Hektor Højbjerre-Thomsen |                 | svincolato                  |
| A                | Christian Rasmussen      | Ajax            | fine prestito               |

## Risultati

### Superligaen

#### Prima fase
| Arbitro: | Burchardt |

|                                        |           |  |
| Ingvartsen 18’ Ankersen 19’ Hansen 88’ | Marcatori |  |

| Arbitro: | Hansen |

|                 |           |                   |
| Harder 29’, 34’ | Marcatori | 11’, 45’ Sørensen |

| Arbitro: | Maae |

|  |           |            |
|  | Marcatori | 62’ Antman |

| Arbitro: | Graagaard |

|                 |           |          |
| Walle Egeli 15’ | Marcatori | 34’ Amon |

| Arbitro: | Redder |

|                                      |           |            |
| Sonne 33’ Bakiz 35’ Adamsen 71’, 74’ | Marcatori | 31’ Nygren |

| Farum 25 agosto 2024, ore 16:00 CEST 6ª giornata | Nordsjælland | – referto | Copenaghen | Right to Dream Park |

| Aarhus 31 agosto 2024, ore 16:00 CEST 7ª giornata | Aarhus | – referto | Nordsjælland | Atletion |

| Farum 14 settembre 2024, ore --:-- CEST 8ª giornata | Nordsjælland | – referto | Randers | Right to Dream Park |

| Viborg 22 settembre 2024, ore --:-- CEST 9ª giornata | Viborg | – referto | Nordsjælland | Viborg Stadion |

| Farum 29 settembre 2024, ore --:-- CEST 10ª giornata | Nordsjælland | – referto | Brøndby | Right to Dream Park |

| Haderslev 6 ottobre 2024, ore --:-- CEST 11ª giornata | SønderjyskE | – referto | Nordsjælland | Haderslev Fodboldstadion |

| Farum 20 ottobre 2024, ore --:-- CEST 12ª giornata | Nordsjælland | – referto | Silkeborg | Right to Dream Park |

| Randers 27 ottobre 2024, ore --:-- CET 13ª giornata | Randers | – referto | Nordsjælland | Cepheus Park Randers |

| Farum 3 novembre 2024, ore --:-- CET 14ª giornata | Nordsjælland | – referto | Viborg | Right to Dream Park |

| Brøndby 10 novembre 2024, ore --:-- CET 15ª giornata | Brøndby | – referto | Nordsjælland | Stadion Brøndby |

| Farum 24 novembre 2024, ore --:-- CET 16ª giornata | Nordsjælland | – referto | Aarhus | Right to Dream Park |

| Copenaghen 1º dicembre 2024, ore --:-- CET 17ª giornata | Copenaghen | – referto | Nordsjælland | Parken Stadium |

| Aalborg 16 febbraio 2025, ore --:-- CET 18ª giornata | Aalborg | – referto | Nordsjælland | Aalborg Stadion |

| Farum 23 febbraio 2025, ore --:-- CET 19ª giornata | Nordsjælland | – referto | SønderjyskE | Right to Dream Park |

| Herning 2 marzo 2025, ore --:-- CET 20ª giornata | Midtjylland | – referto | Nordsjælland | MCH Arena |

| Farum 9 marzo 2025, ore --:-- CET 21ª giornata | Nordsjælland | – referto | Vejle | Right to Dream Park |

| Lyngby-Taarbæk 16 marzo 2025, ore --:-- CET 22ª giornata | Lyngby | – referto | Nordsjælland | Stadion Lyngby |

### DBUs Landspokalturnering
| 24-26 settembre 2023, ore --:-- CEST Sedicesimi di finale |  | – |  |  |

## Statistiche

### Statistiche di squadra
Aggiornate al 21 agosto 2024.
| Competizione             | Punti | In casa | In casa | In casa | In casa | In casa | In casa | In trasferta | In trasferta | In trasferta | In trasferta | In trasferta | In trasferta | Totale | Totale | Totale | Totale | Totale | Totale | D.R. |
| Competizione             | Punti | G       | V       | N       | P       | Gf      | Gs      | G            | V            | N            | P            | Gf           | Gs           | G      | V      | N      | P      | Gf     | Gs     | D.R. |
| ------------------------ | ----- | ------- | ------- | ------- | ------- | ------- | ------- | ------------ | ------------ | ------------ | ------------ | ------------ | ------------ | ------ | ------ | ------ | ------ | ------ | ------ | ---- |
| Superligaen              | 8     | 3       | 1       | 2       | 0       | 6       | 3       | 2            | 1            | 0            | 1            | 2            | 4            | 5      | 2      | 2      | 1      | 8      | 7      | +1   |
| DBUs Landspokalturnering | -     | 0       | 0       | 0       | 0       | 0       | 0       | 0            | 0            | 0            | 0            | 0            | 0            | 0      | 0      | 0      | 0      | 0      | 0      | 0    |
| Totale                   | -     | 3       | 1       | 2       | 0       | 6       | 3       | 2            | 1            | 0            | 1            | 2            | 4            | 5      | 2      | 2      | 1      | 8      | 7      | +1   |

### Andamento in campionato
| Giornata  | 1 | 2 | 3 | 4 | 5 | 6 | 7 | 8 | 9 | 10 | 11 | 12 | 13 | 14 | 15 | 16 | 17 | 18 | 19 | 20 | 21 | 22 |
| --------- | - | - | - | - | - | - | - | - | - | -- | -- | -- | -- | -- | -- | -- | -- | -- | -- | -- | -- | -- |
| Luogo     | C | C | T | C | T | C | T | C | T | C  | T  | C  | T  | C  | C  | T  | T  | T  | C  | T  | C  | T  |
| Risultato | V | N | V | N | P |   |   |   |   |    |    |    |    |    |    |    |    |    |    |    |    |    |
| Posizione | 1 | 3 | 1 | 3 | 6 |   |   |   |   |    |    |    |    |    |    |    |    |    |    |    |    |    |

Legenda:

Luogo: C = Casa; T = Trasferta. Risultato: V = Vittoria; N = Pareggio; P = Sconfitta.